# Harvey Parnell
Harvey Parnell (* 28. Februar 1880 in Orlando, Cleveland County, Arkansas; † 16. Januar 1936 in Little Rock, Arkansas) war ein US-amerikanischer Politiker und zwischen 1928 und 1933 Gouverneur von Arkansas.

## Frühe Jahre und politischer Aufstieg
Harvey Parnell absolvierte die Warren High School. Danach arbeitete er als Angestellter in einer Eisenwarenhandlung und als Buchhalter für eine Firma, die er 1902 selbst erwarb, aber bald wieder verkaufte. Dann kaufte er im Chicot County Land und baute sich eine Farm auf. Parnell war Mitglied der Demokratischen Partei und wurde im Jahr 1919 in das Landesparlament von Arkansas gewählt. Dort verblieb er bis 1921. Zwischen 1923 und 1925 war er im Landessenat dieses Bundesstaates. 1926 wurde er zum Vizegouverneur (Lieutenant Governor) von Arkansas gewählt. Nachdem der amtierende Gouverneur John Martineau Anfang März 1928 von seinem Amt zurücktrat, um eine Richterstelle anzutreten, rückte Parnell zum neuen Gouverneur auf.

## Gouverneur von Arkansas
Harvey Parnell beendete zunächst die von Martineau begonnene Amtszeit und wurde anschließend zweimal wiedergewählt, so dass er bis zum 10. Januar 1933 in seinem Amt verblieb. In seiner Zeit entstand das Henderson State Teacher College in Arkadelphia, eine Ausbildungsstätte für das Lehrpersonal. Darüber hinaus förderte er das Bildungswesen durch eine Erhöhung des entsprechenden Etats. Damals wurde die Tabaksteuer eingeführt. Auch für den Ausbau des Straßennetzes wurde mehr Geld bereitgestellt. Damals wurde auch ein Handels- und Industrieministerium geschaffen. Seine Amtszeit wurde von den Auswirkungen der großen Weltwirtschaftskrise infolge des New Yorker Börsenkrachs vom Oktober 1929 überschattet. Wie überall in den USA und der westlichen Welt kam es Anfang der 1930er Jahre auch in Arkansas zu einem Anstieg der Arbeitslosigkeit und zu Bankenkrisen und damit zur Unzufriedenheit der Bevölkerung. Die Krise erreichte um 1932/1933 ihren Höhepunkt. Parnell und seine Regierung standen der Krise ebenso machtlos gegenüber wie die meisten Gouverneure in den anderen US-Bundesstaaten jener Jahre. Eine Wende brachte erst die unter Präsident Franklin D. Roosevelt eingeleitete New-Deal-Politik.

## Weiterer Lebenslauf
Nach dem Ende seiner Amtszeit zog sich Parnell zunächst auf seine Farm zurück. Später arbeitete er im Rahmen des wirtschaftlichen Wiederaufbaus für die Reconstruction Finance Corporation. Harvey Parnell starb im Januar 1936. Er war mit Mable Winston verheiratet, mit der er zwei Kinder hatte.